# آنا دیس
آنا دیس (اسپانیایی: Ana Díez‎؛ زادهٔ ۲۲ فوریهٔ ۱۹۵۷) کارگردان فیلم و فیلم‌نامه‌نویس اهل اسپانیا است. از او به عنوان «نخستین کارگردان زن در سینمای جدید باسک» یاد شده است. وی همچنین در سال ۱۹۸۹ نخستین جایزه گویای بهترین کارگردان جدید را دریافت کرد.